# 金子修 (声優)
金子 修（かねこ おさむ、12月8日 - ）は、日本の男性声優。プロダクション・エース所属。東京都出身。

## 出演作品

### テレビアニメ
2013年
- ブラッドラッド（観客(2)）
- 俺の脳内選択肢が、学園ラブコメを全力で邪魔している（司会）

2014年
- いなり、こんこん、恋いろは。（使神）

2015年
- 新妹魔王の契約者（男）

2016年
- 甘々と稲妻（父たち）

### ゲーム
2013年
- コール オブ デューティ ゴースト[2]

### 吹き替え

#### 映画
- アウェイク（牧師2）
- アザー・ガイズ 俺たち踊るハイパー刑事!（マーティン）
- アメリカン・ネクストスター（ニック・キャノン）
- アルマゲドン・オブ・ザ・デッド（ファビオ）
- きみがくれた物語（ライアン〈トム・ウェリング〉）
- キャピタリズム〜マネーは踊る〜
- キラー・エリート（バヒト）
- ゲーマーズ
- ゴーストマシーン（シャープ）
- ゴーストライター（バリー）
- 最強ゾンビ・ハンター（ハンター〈マーティン・コッピング〉）
- ザ・グラビティ（マルク・ウェバー）
- That's My Boy（フィル）
- サラリーマン・バトル・ロワイアル（バド〈マイケル・ルーカー〉）
- シミュラント 反乱者たち（ケイシー〈シム・リウ〉）
- ジャックとジル（テッド）
- スノーピアサー（アンドリュー〈ユエン・ブレムナー〉）
- スパイ・アサシン（アスラン）
- スマイル、アゲイン（マット）
- スリープレス・ナイト（ヴァンサン）
- セットアップ（デイブ）
- ゾンビ処刑人（ベイリー）
- ゾンビ・ヘッズ 死にぞこないの青い春（トーマス・ジェレマイア）
- 007 慰めの報酬
- 沈黙の神拳
- 沈黙の宿命（トーマス）
- 沈黙の啓示（タナカ）
- 沈黙の背信（2011年、アヴィ〈デヴィッド・リッチモンド＝ペック〉）
- 沈黙の弾痕（バード）
- 沈黙の挽歌（マイク）
- テイカーズ（デロンテ・“ゴースト”・リヴァース）
- ディラン・ドッグ（ロルカ）
- トレジャー・ガード ソロモンの指環と伝説の秘宝
- 白鯨（フラスク）
- ビトレイヤー（ジョセフ・オジョゴ）
- ブレーキ（マルコ）
- ミクセル
- モンスター・イン・パリ 響け!僕らの歌声
- ライジング・ドラゴン
- ラスト7（ロバート）
- ランボー/最後の戦場
- リーカー ザ・ライジング（ビンキー）
- リンカーン弁護士（コーリス）
- レッド・バレッツ（ライダー）
- レッド・ライト（コーエン）
- ロボコップ

#### ドラマ
- 検事プリンセス（ソ・ドングン）
- 項羽と劉邦 King's War（盧綰）
- 孔子（郈昭伯）
- 仁寺洞スキャンダル（グンボク）
- 水滸伝（阮小二）
- 孫子≪兵法≫大伝（夫概）
- トキメキ☆成均館スキャンダル（コボン、ジャンボク）
- Dr.HOUSE
- ナイトメア〜血塗られた秘密〜
- PERSON of INTEREST 犯罪予知ユニット
- 屋根部屋のプリンス（テクス）
- リゾーリ&アイルズ5（デヴィッド・ロビンス）
- LAW & ORDER
- ロードナンバーワン（キム・スヒョク〈キム・ジヌ〉、ドクシル）
- 私はラブ・リーガル

#### アニメ
- アイアンマン ザ・アドベンチャーズ
- 小さなバイキング ビッケ（ポッカ）

### 舞台
- 歌うシンデレラ（老人）
- わが町（サイモン・スティムソン）

### 朗読
- 星新一を詠む 作品「シンデレラ王妃の幸福な人生」
- 芥川龍之介を詠む 作品「煙管」

### ラジオ
- イキガミ（選挙スタッフ）

### その他
- 地球ドラマチック「オリンピア オリンピックはこうして生まれた」（声の出演）